# 鹦雀总目
鸚雀總目（學名：Psittacopasserae）是鳥類分類群的一支，由鸚形目（學名：Psittaciformes）和雀形目（學名：Passeriformes）組成。佩爾·埃里克森和他的團隊在分析基因組DNA時，發現一個由雀形目、鸚形目和隼形目組成的譜系，香儂·哈克特等人在2008年做了核內含子序列比對後，提出這一分類群，而分類群的名稱則在2011年的自然通訊期刊，才由亞歷山大‧蘇和於爾根·施密茨團隊的共同作者正式命名，依據的是反座子插入關鍵鳥類譜系的遺傳分析，這個關鍵鳥類譜系的演化歷程發生在中生代。
本分類群的其他可能名稱有：Psittacimorphae (Huxley, 1867)和Passerimorphae (Sibley et al., 1988)，也許前者比較正確，因為後者包含了一些已經棄用的鳥目，這些鳥目跟鳴禽的關係密切。

## 技術考量
反座子插入分析法提供較高的可信度，比較容易分辨同源性，因為反座子能夠插入整個基因組的任一隨機位置，而DNA的點突變僅在GCTA四個可能的選擇中發生。在無親緣關係的群體之間，運用反座子插入分析，可以降低假相似性誤判的機會，使得隨機巧合或趨同演化無所遁形。 但是，這項技術需要非常廣泛的基因組數據：在2011年的論文中，檢查了大約200,000個含反座子的基因座，以鑑定存在一些鳥類中、而非其他鳥類中的51個個別逆轉錄事件。[徵求參考文獻]

## 鳥鳴唱的演化意義
雀形目以鳴禽著稱，而鸚鵡具有發聲學習的能力。 因此，聲音學習和相對應的歌唱變體有可能出現在鸚雀鳥類祖先身上。